# Grant Show
Grant Alan Show est un acteur américain, né le 27 février 1962 à Détroit (Michigan, États-Unis). 
Il a été révélé par son rôle de Jake Hanson dans la série télévisée Melrose Place (1992-1997). Il se fait ensuite remarquer grâce aux rôles récurrents qu'il occupe dans les séries Private Practice (2008-2011) et Devious Maids (2013-2016). De 2017 à 2022, il se confirme en jouant le patriarche de la série dramatique Dynastie, reboot de la série éponyme, diffusée dans les années 1980.

## Biographie

### Enfance et formation
Il est le fils d'Ed et Kathleen Show (née McMillion) et a une sœur, Kelly, avec qui il a grandi dans la région de Milpitas, en Californie. Il est diplômé de UCLA ou il était membre de la fraternité Alpha Tau Omega. 

### Débuts et révélation

Logo original de la série télévisée Melrose Place.

Il est encore dans les études lorsqu'il décroche le rôle de Ricky Hyde, dans le feuilleton télévisé américain Ryan's Hope, de 1985 à 1986.  Ce soap opéra met en scène la vie et les tribulations d'une famille américaine d'origine irlandaise vivant à New York, et a reçu de nombreuses récompenses, notamment aux célèbres Daytime Emmy Awards. Au cours de sa dernière année, Grant Show est notamment nommé pour le Soap Opera Digest Awards et pour le Daytime Emmy Award du meilleur jeune acteur dans une série télévisée dramatique.  
Grant Show prend ensuite une année sabbatique pour étudier à l'Académie des arts dramatique de Londres. Après son retour en Amérique, il monte sur scène et se consacre au théâtre, tout en décrochant quelques rôles mineurs et secondaires à la télévision. 
En 1992, à 30 ans, et jusqu'à la fin de la série en 1997, Grant Show connait un succès international grâce à la série américaine Melrose Place. C'est une série dérivée de Beverly Hills 90210 et elle a ensuite donné naissance à Models Inc. et Melrose Place : Nouvelle Génération. Il y joue le rôle de l'un des habitants de la résidence huppée. Son personnage, Jake Hanson, est un jeune homme de valeurs, solide, sur qui ses voisins (devenus une bande d'amis) peuvent compter. Il attire beaucoup la gent féminine et il enchaînera les conquêtes avec ses voisines.
Les quatre premières saisons de la série attirent en moyenne près de 13 millions d'Américains avec des pics à 19 millions de téléspectateurs, ce qui constitue un succès pour le relativement jeune et modeste réseau de diffusion FOX. Recevant des critiques généralement positives, la série a notamment été classée dans plusieurs listes établies par des magazines spécialisés,.  
En 1997, plusieurs acteurs phares décident de quitter la série, dont Grant Show (ainsi que Laura Leighton, Doug Savant, Courtney Thorne-Smith et Marcia Cross), ce qui conduit à une baisse des audiences importante et l'arrêt du show, deux ans plus tard, en 1999.  
En 1998, surfant sur cette popularité télévisuelle, il porte le téléfilm catastrophe Ice : Tempête de glace aux USA aux côtés d'Eva LaRue.  

### Retrait et seconds rôles

Logo original de la série télévisée Private Practice.

Au début des années 2000, l'acteur continue d'apparaître à la télévision et occupe, notamment, des rôles principaux dans des téléfilms comme le dramatique Face à son destin (2003) avec Danielle Panabaker et Gail O'Grady et sa suite La Vie d'une mère (2005) ainsi que le téléfilm d'action Homeland Security, diffusé en 2004 et qui devait servir de point de départ à un projet de série qui ne s'est jamais concrétisé.  
Il se contente d'apparitions et de rôles de guest-star dans de nombreuses séries télévisées comme Six Feet Under, Arliss, Beautiful People et La Vie avant tout. En 2005, il rejoint la distribution principale de la série télévisée Point Pleasant, entre le bien et le mal mais les audiences ne suivent pas et le programme est rapidement déprogrammé.  
Après un rôle récurrent dans la première saison de la série Dirt, portée par Courteney Cox, il revient au premier plan, en 2008, lorsqu'il est engagé dans une nouvelle série, Swingtown qui se plonge au cœur de la libération sexuelle des années 70, avec élégance. Il joue le rôle de Tom, pilote de ligne, qui forme un couple libéré avec son épouse. Nouvel échec, la série est arrêtée à l'issue de la première saison.  
Au cinéma, l'acteur peine à obtenir des rôles significatifs et intervient en tant que second rôle, dans le thriller The Girl Next Door (2007) et d'autres projets issus du cinéma indépendant.  
Fin des années 2000, il bénéficie d'une visibilité plus importante alors qu'il est choisi pour incarner le personnage récurrent d'Archer Montgomery dans la série télévisée Private Practice. Il s'agit d'une série dérivée de Grey's Anatomy, portée cette fois ci par Kate Walsh, il interprète le frère de l'héroïne, Addison Forbes-Montgomery, jusqu'en 2011.  
Parallèlement, il essuie un nouveau revers avec l'échec de la sitcom comique Parents par accident qui est annulée après une seule saison de 18 épisodes. En revanche, il participe aux téléfilms américains dramatique Natalee Holloway : La Détresse d'une mère, diffusés entre 2009 et 2011.

### Retour télévisuel au premier plan

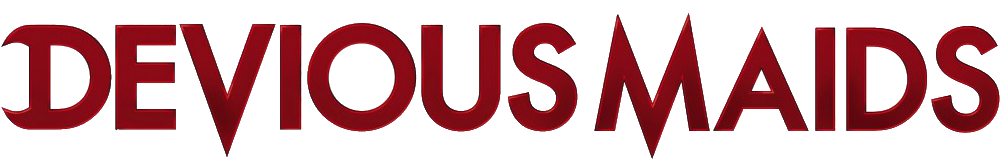
Logo original de la série télévisée Devious Maids.

Après l'arrêt de Private Practice, l'acteur poursuit en obtenant des rôles récurrents dans des séries installées comme Big Love, Burn Notice et Les Experts. En 2012, il obtint un rôle plus important qu'a l'accoutumé, au cinéma, dans le thriller horrifique Possédée, aux côtés de Jeffrey Dean Morgan et Kyra Sedgwick. Le projet est tièdement accueilli par la critique mais rencontre un certain succès à sa sortie en salles, décrochant notamment la première place du box office américain.  
En 2013, après un rôle de guest dans The Exes, il rejoint la distribution récurrente de la série télévisée tragi-comique Devious Maids, produit par Eva Longoria et créé par Marc Cherry, l'homme à l'origine de la série culte Desperate Housewives. Adaptée d'une telenovela mexicaine qui suit le quotidien de femmes de ménage d'origine latine, la série reçoit des critiques majoritairement positives et réalise de belles performances pour la chaîne. Il incarne l'intérêt amoureux, et ex patron, de l'une des héroïnes. La série est finalement annulée à la suite d'une baisse des audiences significative au bout de quatre saisons, en 2016.  
Entre-temps, il est invité pour un épisode d'Esprits criminels et joue un autre rôle récurrent, cette fois ci dans l'éphémère série dramatique, The Family. 

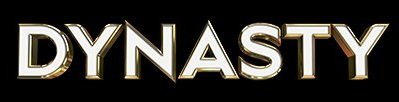
Logo original de la série télévisée Dynastie.

En 2017, il est engagé dans la nouvelle version de la série Dynastie, pour le rôle du patriarche emblématique, Blake Carringhton, joué dans la version originale par John Forsyte, dans les années 80,. 
Diffusée par le réseau The CW Television Network aux États-Unis, et par la plateforme Netflix, en France. La série divise la critique mais rencontre tout de même son public et remporte le People's Choice Awards 2018 de la série revival de l'année. 

### Vie privée
De 1993 à 1996, il a été en couple avec l'actrice Laura Leighton, qui a joué sa voisine et brièvement sa petite amie dans Melrose Place. Il a été marié avec Pollyanna McIntosh de 2004 à 2011. 
Il est marié à l'actrice Katherine LaNasa depuis 2012 avec qui il a une fille, Eloise, née en 2014.

## Filmographie

### Cinéma

#### Longs métrages
- 1992 : A Woman, Her Men, and Her Futon de Michael Sibay : Randy
- 2004 : Marmalade de Kim Dempster : Aiden
- 2007 : The Girl Next Door de Gregory Wilson : M. Moran
- 2008 : The Spirit of 76': The Making of Swingtown : Tom Decker
- 2009 : All Ages Night de Nancy Montuori Stein : Jeff Markham
- 2011 : Action Figures de Martin Cohen : Bruce
- 2011 : Born To Race d'Alex Ranarivelo : Jimmy Kendall -directement sorti en vidéo-
- 2012 : Possédée (The Possession) d'Ole Bornedal : Brett
- 2018 : Ralph 2.0 de Phil Johnston et Rich Moore : Kyle (voix)
- 2019 : Two Yellow Lines de Derek Bauer : Dave (en postproduction)

#### Courts métrages
- 2007 : Raw Footage de J. Rupert Thompson : Mitch Graham
- 2011 : Fxxxen Americans de Marcos A. Ferraez : John -également coproducteur-
- 2011 : Coming Up for Air de Bobby Field : Bill
- 2012 : Mindfield de Nina Lopez-Corrado : Murphy

### Télévision

#### Téléfilms
- 1989 : When We Were Young de Daryl Duke : Michael Stefanos
- 1992 : La passagère de l'oubli de Tony Wharmby : Chef Stevens
- 1992 : Coopersmith de Peter Crane : C.D. Coopersmith
- 1994 : Texas de Richard Lang : Travis
- 1995 : Entre l'amour et l'honneur (Between Love and Honor) de Sam Pillsbury : Steve Allie Collura
- 1996 : Pretty Poison de David Burton Morris : Dennis Pitt
- 1997 : L'Ombre d'une mère (Mother Knows Best) de Larry Shaw : Ted Rogers
- 1997 : Assurance Paradis (The Price of Heaven) de Peter Bogdanovich : Jerry Shand
- 1998 : Ice : Tempête de glace aux USA (Ice) de Jean de Segonzac : Robert Drake
- 1999 : Le Gène mortel (The Alchemists) de Peter Smith : Connor Molloy
- 2003 : Encrypt de Oscar L. Costo : Garth
- 2003 : Face à son destin (Sex and the Single Mom) de Don McBrearty : Alex Lofton
- 2004 : Mystery Girl de Adam Shankman : Christopher Sullivan
- 2004 : Homeland Security de Daniel Sackheim : Bradley Brand
- 2005 : Face à son destin 2 : La Vie d'une mère (More Sex & the Single Mom) de Don McBrearty : Alex Lofton
- 2009 : Natalee Holloway : La Détresse d'une mère (Natalee Ann Holloway) de Mikael Salomon : Jug Twitty
- 2011 : Natalee Holloway - justice pour ma fille de Stephen Kay : Jug Twitty
- 2019 : Cinq cartes de voeux pour Noël (Write Before Christmas) de Pat Williams : Tom

#### Séries télévisées
- 1985 : ABC Afterschool Special : Gregory Prince III (saison 14, épisode 2)
- 1985 - 1986 : Ryan's Hope : Rick Hyde (5 épisodes)
- 1986 : La croisière s'amuse (The Love Boat) : Christopher Stuart (saison 9, épisodes 14 et 15)
- 1989 - 1990 : True Blue : officier Casey Pierce (rôle principal - saison 1, 12 épisodes)
- 1990 : Poker d'amour à Las Vegas : Marco
- 1992 : Beverly Hills 90210 : Jake Hanson (saison 2, épisodes 27 et 28)
- 1992-1997 : Melrose Place : Jake Hanson (rôle principal - 158 épisodes)
- 1994 : L'Homme à la Rolls (Burke's Law) : Dash Thornton (saison 1, épisode 1)
- 1994 : Models Inc. : Jake Hanson (saison 1, épisode 1)
- 1995 : Saturday Night Live : Jake Hanson (saison 21, épisode 6)
- 1999 : Partners : Elliott Thompson (saison 1, épisode 4)
- 2000 : Ed : Troy McCallum (saison 1, épisode 9)
- 2001 : Undercover : John Keller (saison 1, épisodes 1 et 2)
- 2002 : Six Feet Under : Scott Axelrod (saison 2, épisodes 3, 4 et 13)
- 2002 : Arliss : Trevor Lawson (saison 7, épisode 5)
- 2004 : La Vie avant tout : Ben Sanderson (saison 4 et 5, 5 épisodes)
- 2005 - 2006 : Beautiful People : Daniel Kerr (saison 1, 4 épisodes)
- 2005 - 2006 : Point Pleasant, entre le bien et le mal : Lucas Boyd (rôle principal - saison 1, 13 épisodes)
- 2007 : Dirt : Jack Dawson (saison 1, 4 épisodes)
- 2008 : Swingtown : Tom Decker (rôle principal - saison 1, 13 épisodes)
- 2008 - 2011 : Private Practice : Archer Montgomery (7 épisodes)
- 2009 : Grey's Anatomy : Archer Montgomery (saison 5, épisode 15)
- 2009 - 2010 : Parents par accident : James (saison 1, 16 épisodes)
- 2010 : Scoundrels : Alan Markham (saison 1, épisode 3)
- 2011 : Big Love : Goji Guru (saison 5, 5 épisodes)
- 2011 : Burn Notice : Max (saison 5, 3 épisodes)
- 2011 - 2012 : Les Experts : agent Viggo McQuaid (saison 12, épisodes 9 et 11)
- 2013 : The Exes : Alex (saison 3, épisode 4)
- 2013 - 2016 : Devious Maids : Spence Westmore (rôle principal - 49 épisodes)
- 2015 : Esprits criminels : Colton Grant (saison 10, épisode 11)
- 2015 : Satisfaction : rôle non communiqué (saison 2, 7 épisodes)
- 2016 : The Family : Gouverneur Charlie Lang (saison 1, 10 épisodes)
- 2017-2022 : Dynastie : Blake Carrington (rôle principal - 108 épisodes)

## Voix françaises
En France, Thierry Ragueneau est la voix française régulière de Grant Show.
En France
| - Thierry Ragueneau dans : - Beverly Hills 90210 (série télévisée) - Melrose Place (série télévisée) - Texas - L'Ombre d'une mère - Ice : Tempête de glace aux USA - Le Gène mortel (téléfilm) - Undercover (série télévisée) - Encrypt - Face à son destin (téléfilm) - Homeland Security - La Vie avant tout (série télévisée) - Beautiful People (série télévisée) - Point Pleasant, entre le bien et le mal (série télévisée) - La Vie d'une mère (téléfilm) - Dirt (série télévisée) - Swingtown (série télévisée) - Private Practice (série télévisée) - Grey's Anatomy (série télévisée) - Natalee Holloway : La Détresse d'une mère - Parents par accident (série télévisée) - Natalee Holloway : Justice pour ma fille - Possédée - Devious Maids (série télévisée) - Esprits criminels (série télévisée) - Dynastie (série télévisée) - Cinq cartes de vœux pour Noël (téléfilm) | Et aussi - Xavier Beja dans Pretty Poison (téléfilm) - Georges Caudron dans Six Feet Under (série télévisée) - Mathieu Buscatto dans Big Love (série télévisée) |

## Distinctions
Sauf indication contraire ou complémentaire, les informations mentionnées dans cette section proviennent de la base de données IMDb.

### Nominations
- Soap Opera Digest Awards 1986 : Meilleur jeune acteur dans un soap opera pour Ryan's Hope
- Daytime Emmy Awards 1987 : meilleur jeune acteur dans une série télévisée dramatique pour Ryan's Hope